# Tanya Barson
Tanya Barson (Londres, 1972) és una historiadora de l'art anglesa. Es va incorporar a la Tate el 1997. El 2004 va ser nomenada conservadora d'Exposicions i Col·lecció a la Tate Liverpool, fins al 2007, quan va assumir el càrrec de conservadora d'Art Internacional de la Tate Modern. Des del setembre de 2016 és la conservadora en cap del Museu d'Art Contemporani de Barcelona.
Ha comissariat exposicions individuals dedicades a Georgia O'Keeffe (2016), Mira Schendel (2013), Ellen Gallagher (2007), Helio Oiticica (2007), Jake and Dinos Chapman (2006), Frida Kahlo (2005) i Assume Vivid Astro Focus (2005). Igualment, ha estat comissària d'exposicions col·lectives com Afro Modern: Journeys through the Black Atlantic (2010), Inverting the Map: Latin American Art from the Tate Collection (2006) i el Turner Prize (2001). Ha format part de l'equip que va organitzar Adventures of the Black Square: Abstract Art and Society 1915-2015 a la Whitechapel Art Gallery (2015).
Ha treballat en nous formats de col·laboració entre la Tate i organitzacions llatinoamericanes, posant en marxa projectes amb la Sala Siqueiros a Ciutat de Mèxic, el MALI a Lima i TEOR/éTica a San José de Costa Rica.